# Erioptera persinuata
Erioptera persinuata är en tvåvingeart som beskrevs av Alexander 1964. Erioptera persinuata ingår i släktet Erioptera och familjen småharkrankar.
Artens utbredningsområde är Lesotho. Inga underarter finns listade i Catalogue of Life.